# Jethro Mashart
Jethro Mashart (Rotterdam, 8 mei 2000) is een Nederlands voetballer die doorgaans speelt als linksback. In juli 2025 verruilde hij Kozakken Boys voor SteDoCo.

## Clubcarrière
Mashart speelde in de jeugd van Spartaan'20 en in 2014 werd hij opgenomen in de opleiding van NAC Breda. Bij deze club maakte hij in 2018 zijn debuut. Op 24 november werd in eigen stadion gespeeld tegen Ajax en de linksback mocht van coach Mitchell van der Gaag in de basis starten. Vijf minuten voor de rust passeerde hij zijn eigen doelman Benjamin van Leer. Door doelpunten van Ajacieden Zakaria Labyad en Klaas-Jan Huntelaar won Ajax de wedstrijd met 0–3. Mashart speelde het gehele duel mee. Begin 2019 tekende Mashart zijn eerste professionele contract bij NAC, tot medio 2021. Deze verbintenis werd in februari 2021 opengebroken en met twee seizoenen verlengd.
Tijdens het seizoen 2022/23 kwam Mashart niet in actie in het eerste elftal van NAC, waarop hij transfervrij vertrok naar Kozakken Boys. In januari 2025 maakte Kozakken Boys bekend aan het einde van het seizoen niet door te gaan met Mashart. Hierop ging hij voor SteDoCo spelen.

## Clubstatistieken
| Seizoen | Club          | Competitie     | Competitie | Competitie | Beker | Beker | Internationaal | Internationaal | Totaal | Totaal |
| Seizoen | Club          | Competitie     | Wed.       | Dlp.       | Wed.  | Dlp.  | Wed.           | Dlp.           | Wed.   | Dlp.   |
| ------- | ------------- | -------------- | ---------- | ---------- | ----- | ----- | -------------- | -------------- | ------ | ------ |
| 2018/19 | NAC Breda     | Eredivisie     | 2          | 0          | 0     | 0     | —              | —              | 2      | 0      |
| 2019/20 | NAC Breda     | Eerste divisie | 15         | 0          | 2     | 0     | —              | —              | 17     | 0      |
| 2020/21 | NAC Breda     | Eerste divisie | 17         | 1          | 0     | 0     | —              | —              | 17     | 1      |
| 2021/22 | NAC Breda     | Eerste divisie | 27         | 0          | 3     | 0     | —              | —              | 30     | 0      |
| 2022/23 | NAC Breda     | Eerste divisie | 0          | 0          | 0     | 0     | —              | —              | 0      | 0      |
| 2023/24 | Kozakken Boys | Tweede divisie | 35         | 0          | 1     | 0     | —              | —              | 36     | 0      |
| 2024/25 | Kozakken Boys | Derde divisie  | 15         | 0          | 0     | 0     | —              | —              | 15     | 0      |
| 2025/26 | SteDoCo       | Derde divisie  | 0          | 0          | 0     | 0     | —              | —              | 0      | 0      |
| Totaal  | Totaal        | Totaal         | 111        | 1          | 6     | 0     | 0              | 0              | 117    | 1      |

Bijgewerkt op 22 juli 2025.